# 仙豆
仙豆（せんず）とは、鳥山明の漫画『ドラゴンボール』に登場する架空の豆である。

## 概要
そら豆に似た形状の豆である。カリン塔に住む猫の仙人である仙猫カリンによって栽培されている（ただし作中栽培する場面はない）。アニメでの色は緑色。大きさは大豆ほど。食べる描写では「ポリポリ」という擬音が使われている。作中で初めて食べたのは孫悟空。味はヤジロベー曰く「うまくない」。
1度の栽培で極少量しか収穫できないため、非常に貴重なものである。
栄養価が高く、普通の人間なら1粒食べるだけで10日間は何も食べなくても平気でいられる。そのことを知らずに一度に大量に摂取したヤジロベーの腹が膨れ上がって動けなくなったこともあった。アニメ『ドラゴンボール超』ではハルとマキがすり潰してトランクスに食べさせた場面がある。
サイヤ人（ベジータとナッパ）が地球に襲来した際には、瀕死であったクリリンと悟飯に仙豆を半分に割って使用しており、体力を半分回復してなんとか立ち上がれるほどに回復させる効果があった。
カリンだけが唯一栽培することができる。作中ではあまり栽培されておらず、第25回天下一武道会開催時には悟空が取りに行ったところ3粒しかなかった。
2007年3月にバンプレストからアミューズメント景品として「仙豆風枝豆」が実際に作られた。また、同年7月には仙豆が30%増えた増量Ver.として再発売された。

## 回復作用
非常に高い回復作用を持つ。ただし病気は治すことはできない。
作中では、第23回天下一武道会でのマジュニアとの戦いや、ベジータとの戦いで重傷を負った悟空を一瞬にして全快させるなど、過酷な戦闘を繰り返す戦士たちを幾度となく助けた。傷だけでなく骨折にも効果があり、首の骨を折られた孫悟飯も一瞬で完治した。ビーデルに使った時は折れた歯も再生した。ただし、ヤムチャや天津飯のように古傷を持つ者は、その傷跡までは回復しない。
また、未来トランクスがいた時代の悟飯は片腕を失っていたが、「仙豆があればその腕も元に戻ったのに」というトランクスの発言がある。アニメ『ドラゴンボール超』では、ラベンダの毒に侵され視力を失った悟飯が完治した。
負傷のみならず疲労の回復効果も優れており、丸一日以上を不眠不休で蛇の道を踏破した孫悟空は仙豆を食べただけで全力での戦闘が可能な状態まで回復した。

## 作中にて
本来は、カリン自身の食用として栽培されていたが、以降は孫悟空たちに与えられる回復薬として重宝されることとなった。特にサイヤ人来襲以降の激戦において、仙豆は稀少な存在となり、ストーリー展開に大きな影響を及ぼすほどのアイテムとなった。
作中に仙豆が初めて登場した際には、その回復作用には言及されておらず、空腹を満たす不思議な豆といった程度の存在であった。回復作用の登場は、ピッコロ大魔王編からである。
若返る前のピッコロ大魔王との闘いで傷ついた時には使用していたが、超神水を飲んで再びピッコロ大魔王と闘い傷ついた際には仙豆は使われず、カリンが作った薬草で一晩かけて傷を治す描写がある。
悟空がナメック星へ向かう宇宙船の中、故意にギリギリの瀕死状態まで自らを追い込み、後に仙豆で回復して修行を継続するといった修行法を行っていた。サイヤ人には「瀕死の状態から回復するとパワーアップする」という特徴があり、結果として短時間のうちに強力なパワーアップを成し遂げている。
仙豆を知らない一般人からは得体の知れないものとされていた。

## 仙豆の使用された場面
悟空が初めてカリン塔を訪れる以前は、人間がカリン塔を訪れることは極めてまれであったため、仙豆は大量に蓄えられていたが、悟空たちが使用することが増えるに従い、カリンからの供給量は追いつかなくなった。
ピッコロ大魔王編においてはツボ一杯にあった仙豆も、サイヤ人襲来時にはわずか2粒を残して無くなっている。
レッドリボン軍編
- 1：カリンとの追いかけっこで体力を消耗し、カリン塔を一日掛かりで登ってきたことで腹を減らした悟空の体力と空腹の回復[11]。

ピッコロ大魔王編
- 2〜3：若返る前のピッコロ大魔王との戦いで傷付いた悟空の回復[2]。ヤジロベーも10数粒をまとめ食いしている。
- 4〜5：天下一武道会決勝戦で傷ついた悟空とピッコロの回復[12]。

サイヤ人編
- 6：蛇の道を走ってきた悟空の回復[13]。
- 7：ナッパとの戦いで傷ついた悟飯とクリリンの回復（1粒しかなかったため、この時は半分ずつ使用）[4]。
- 8：ベジータとの戦いで負った傷で入院していた悟空の身体の回復[7]。

フリーザ編
- 9〜11：宇宙船内で修行中の悟空の身体の回復。
- 12〜14：ギニュー特戦隊のリクームとの戦いで傷付いた悟飯、クリリン、ベジータの回復[8][14]。

人造人間編
- 15：人造人間20号に敗れたヤムチャの回復[15]。
- 16：19号との戦いで消耗した悟空の回復（心臓病のため無効）[16]。
- 17：19号に体力を吸い取られたベジータの回復[17]。
- 18：20号に体力を吸い取られたピッコロの回復[18]。
- 19〜22：人造人間17号、人造人間18号に敗れたベジータ、トランクス、ピッコロ、天津飯の回復[19]。
- 23〜24：セルに敗れたピッコロ、天津飯の回復[20]。
- 25：セルに敗れたクリリンの回復[21]。
- 26：セルに敗れたベジータの回復[22]。
- 27：悟空との戦いで消耗したセルの回復[23]。
- 28〜34：セルジュニアとの戦いで消耗した悟空、ピッコロ、ベジータ、トランクス、クリリン、ヤムチャ、天津飯の回復[24]。

魔人ブウ編
- 35：スポポビッチに敗れたビーデルの回復[9]。
- 36：ダーブラとの戦いで消耗した悟飯の回復[25]。
- 37：悟空との戦いで消耗したベジータの回復[26]。

## 劇場版・テレビスペシャル・『ドラゴンボール超』での使用場面

### 劇場版
- ドラゴンボール 摩訶不思議大冒険
  - 1：悟空の回復。
- ドラゴンボールZ 超サイヤ人だ孫悟空
  - 2〜3：悟空とクリリンの回復。
  - 4〜6：悟空、悟飯、クリリン、ピッコロの回復。
- ドラゴンボールZ とびっきりの最強対最強
  - 7：ハイヤードラゴンの回復。
  - 8：悟空の回復。
- ドラゴンボールZ 激突!!100億パワーの戦士たち
  - 9〜10：悟空、ベジータの回復。
- ドラゴンボールZ 燃えつきろ!!熱戦・烈戦・超激戦
  - 11〜13：悟空、悟飯、トランクスの回復。
- ドラゴンボールZ 神と神 特別版
  - 14：破壊神ビルスに倒された悟空の回復。
- ドラゴンボールZ 復活の「F」
  - 15、16:仲間の回復。

### テレビスペシャル
- ドラゴンボールZ 絶望への反抗!!残された超戦士・悟飯とトランクス
  - 1：トランクスの回復。

### ドラゴンボール超
- 1：破壊神ビルスに倒された悟空の回復。
- 2：タゴマのエネルギー弾に貫かれた悟飯の回復。
- 3：宇宙サバイバル編で、魔封波の多使用にて体力消耗した亀仙人（武天老師）の回復。
- 4：宇宙サバイバル編で、体力消耗したベジータの回復。

## ゲームでの仙豆
ゲーム作品では体力や気を完全に回復するアイテムとして用いられ、『ドラゴンボールZIII 烈戦人造人間』では仙豆の苗をボタン連打で育ててできた数だけ貰えるミニゲームもある。また、『ドラゴンボールヒーローズ』シリーズでも、一回限りであるが気力がピンチの仲間や自分の気力と自分チームの体力を回復できるアビリティをもっていることがある。
ニンテンドーDS用ゲーム『ドラゴンボール改 サイヤ人来襲』では、聖地カリンの北にある「仙人の泉」に仙豆の苗にやるための水が存在する。また、「超仙豆」という上位アイテムも登場している。
ゲーム『ドラゴンボール ゼノバース』シリーズでは仙豆自体は登場しないが「仙豆の芽」と仙豆の芽から作成できるカプセル「センズエキス・カプセル」が登場している。こちらは体力を回復させるのではなくKO状態から復帰できるというもの。
PlayStation 4 / Xbox One用ゲーム『ドラゴンボールZ カカロット』では、生育には「仙泉水」と「ピンピン肥料」が必要となっている。肥料は聖地カリンにある。同作では時間の経過に応じて仙豆が完成し、最大9個まで一気に仙豆を受け取ることが可能。